# Підкарпатська Русь

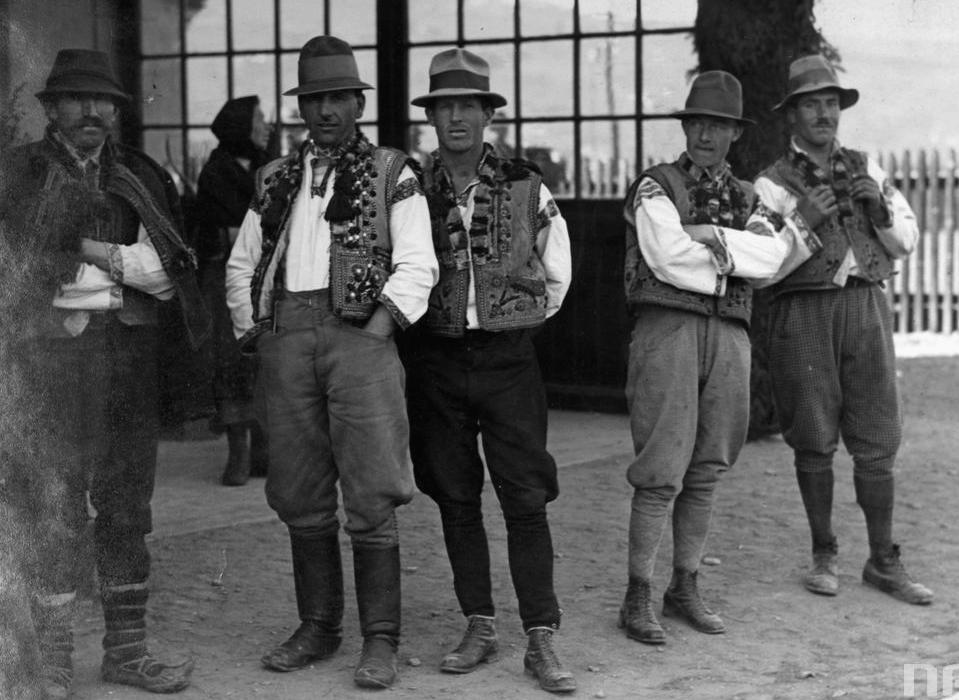
Русини Закарпаття, 1935 рік

Підкарпа́тська Русь (чеськ. Podkarpatská Rus, Země Podkarpatoruská) згодом Русинія (чеськ. Rusinsko), з вересня 1938 року Карпатська Україна (чеськ. Země Zakarpatskoukrajinská) — назва одної з п'яти (пізніше чотирьох) земель, які складали першу Чехословацьку Республіку у 1919—1938 (з 26 жовтня 1938 року перейменована на Карпатську Україну — автономний край у складі «другої» Чехословацької Республіки. Територіально обіймала сучасну територію Закарпатської області, крім околиць і міста Чоп, але включаючи село Лекаровце (тепер Словаччина).

## Історія

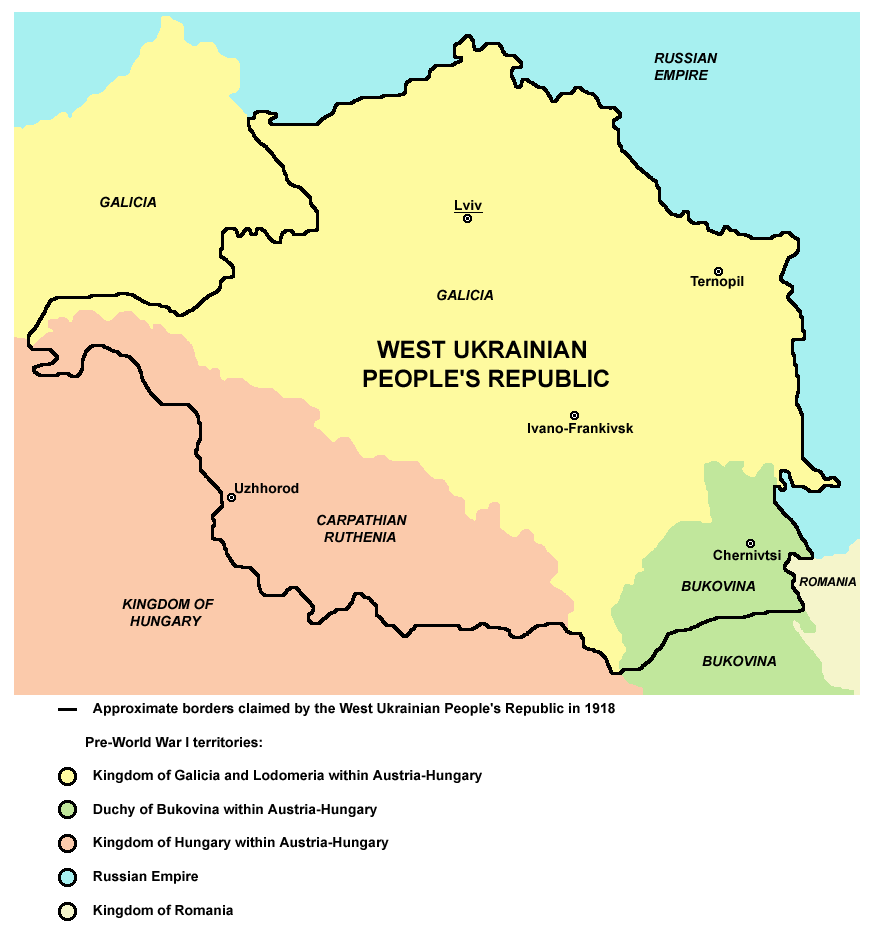

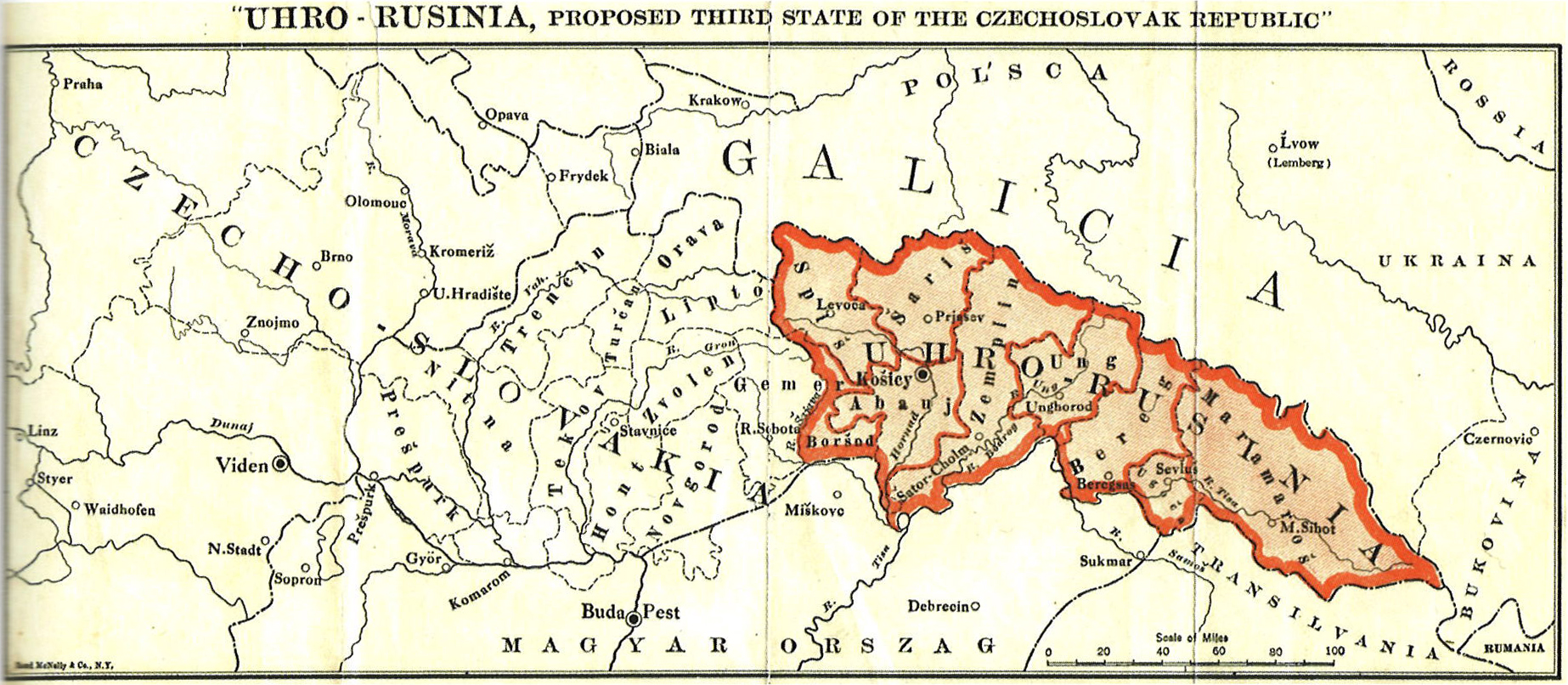
Мапа Угро-Русинії, створена Жатковичем для мирної конференції

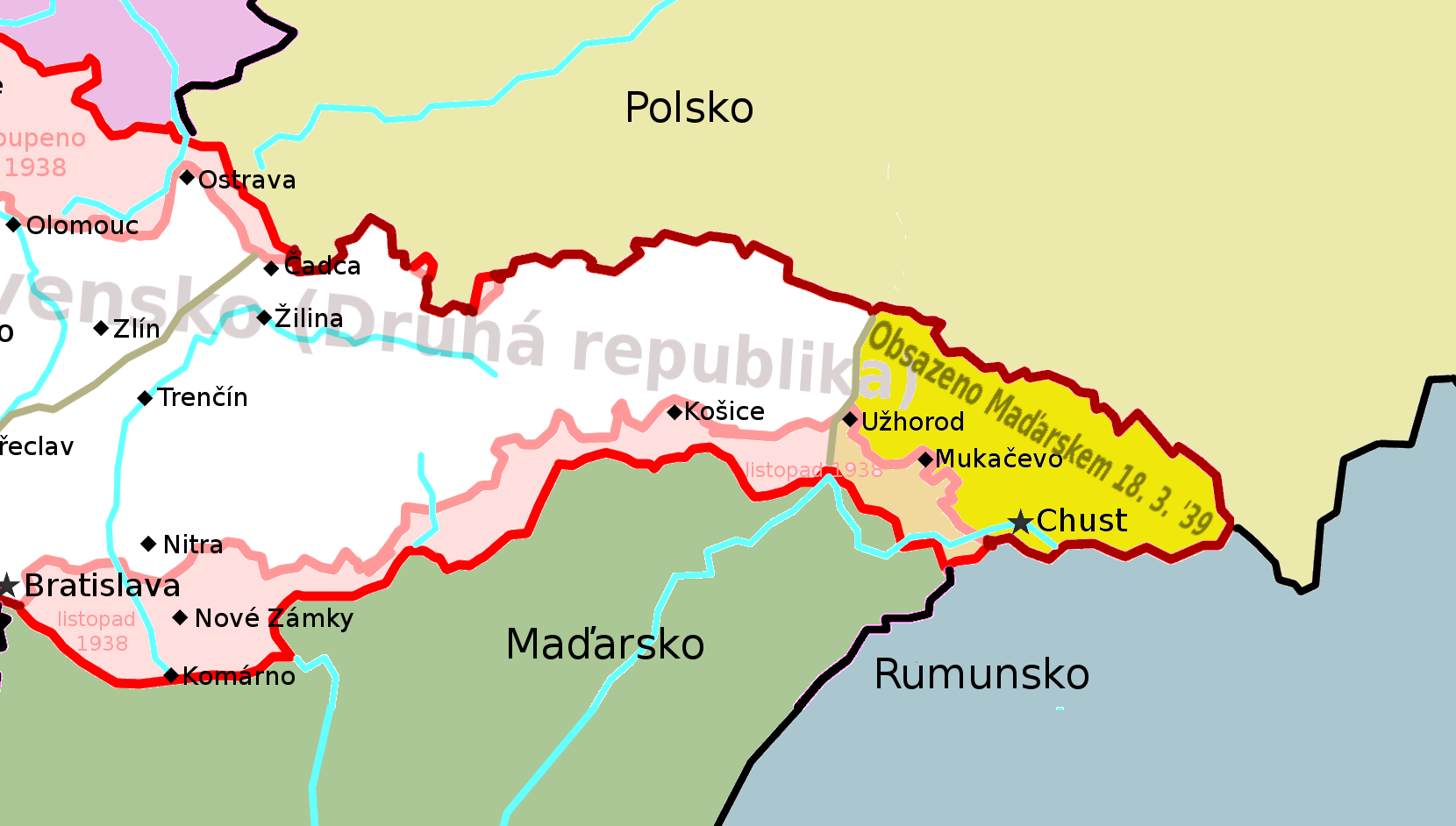

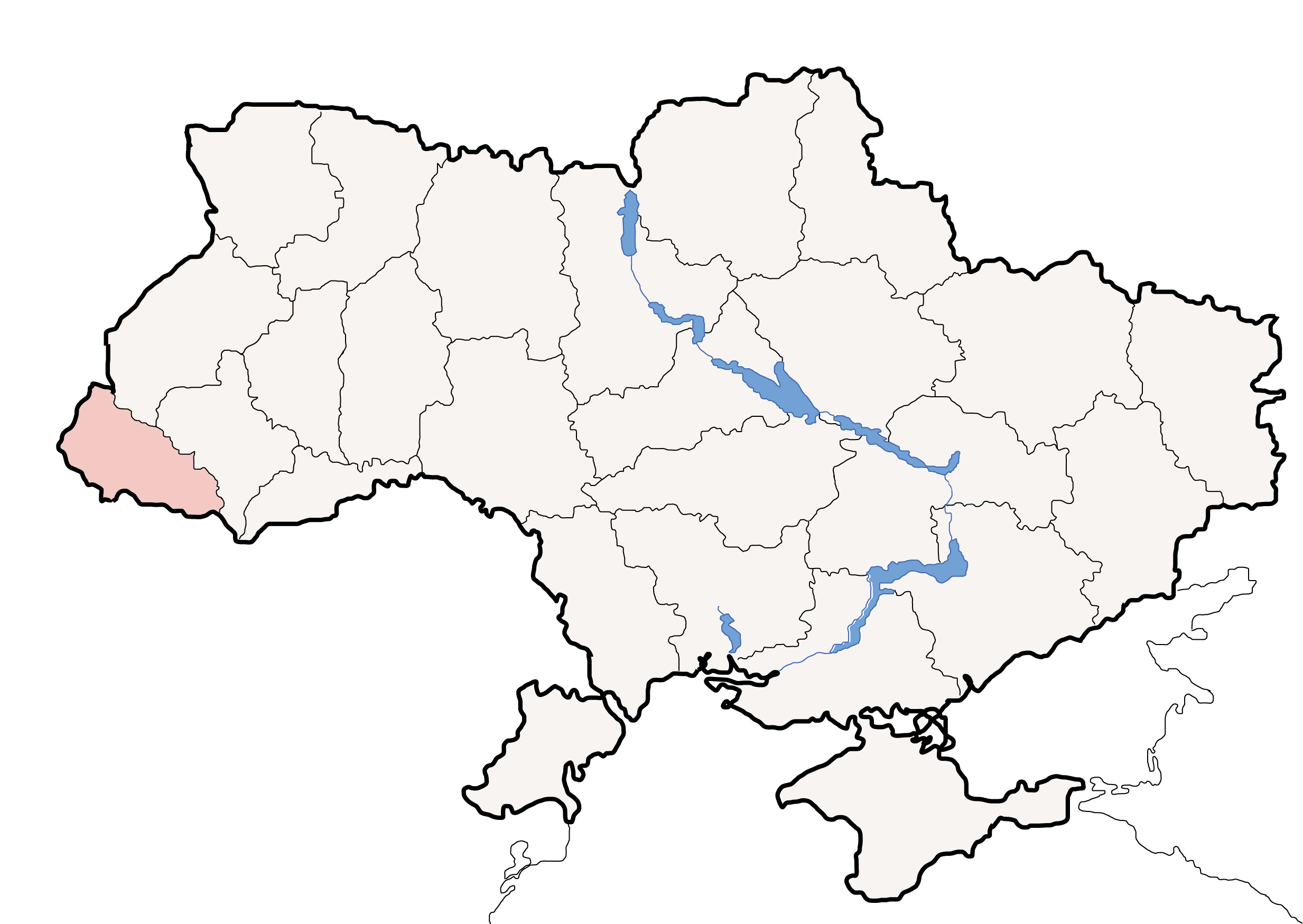
Закарпаття на карті України

### Період визначення
Після розпаду Австро-Угорської монархії 8 листопада 1918 ради русинів у Старій Любовні, Ясіні (пізніше в Пряшеві) ухвалили постанови про відділення від Угорщини, але питання про приєднання до якоїсь з держав не було вирішене.
9 листопада рада в Ужгороді висловилася за приєднання до Угорщини на умовах автономії.
12 листопада рада русинських емігрантів на чолі з Григорієм Жатковичем, що пройшла в Скрентоні (США), попередньо проголосувала за приєднання до Чехословаччини й ухвалила рішення провести в плебісцит всіх американських русинів. Опитування пройшло в грудні, і голоси на ньому розділилися таким чином:
1. 67 % проголосувало за входження краю до Чехословаччини,
2. 28 % за приєднання до України,
3. 2 % за повну незалежність,
4. по 1 % за приєднання до Галичини, Угорщини або Росії.

Тим часом в Карпатській Русі проходили інші народні збори, які брали різні рішення. Рада в Хусті зажадала приєднання до України, а «Рада галицьких і угорських русинів» на чолі з Антоном Бескидом в Пряшеві підтримала рішення приєднатися до Чехословаччини.
Зі свого боку Угорщина надала 26 грудня 1918 Закарпаттю автономію у своєму складі під назвою «Руська Країна». У цей же самий час делегація словацьких русинів вела переговори в Будапешті з Міланом Годжею про приєднання до Чехословаччини.
На початку 1919 року Закарпаття зайняла чехословацька армія. Григорій Жаткович зустрівся в Парижі з Антоном Бескидом, де був прийнятий меморандум для Паризької мирної конференції. 23 квітня 1919 було підготовлено прохання про входження до Чехословаччини для президента ЧСР Томаша Масарика, а 8 травня в Ужгороді після наради Бескида, Волошина і Жатковича збори ухвалили рішення про приєднання до Чехословаччини. Після цього Масарик послав своїх представників в Карпатську Русь, які після повернення склали рапорт про крайню відсталість території. Після дискусій було вирішено відмовити Карпатській Русі ввійти до складу Чехо-Словаччини. Проте союзники майже змусили Чехо-Словаччину на переговорах в Сен-Жермені прийняти Карпатську Русь до свого складу, побоюючись, що вона стане частиною Угорщини. Таким чином 10 вересня 1919 Карпатська Русь увійшла до складу Чехо-Словаччини на правах автономії. Остаточно статус території був підтверджений Тріанонським договором 1920 року.

### У складі Чехо-Словаччини
Конституція Чехословаччини, прийнята 29 лютого 1920 ввела в ужиток назву «Підкарпатська Русь» і, починаючи з цього часу, таку назву використовувалося у всіх офіційних відносинах і як політичне поняття в міжнародній практиці. 29 лютого 1920 був затверджений герб Підкарпатської Русі — стоячий ведмідь і прапор — синьо-жовте полотнище. 26 квітня був встановлений пост земського губернатора.
- Ним став Григорій Жаткович. З 1923 року Підкарпатська Русь мала 9 депутатів в чехословацькому парламенті. На знак протесту проти того, що обіцяна автономія так і не була надана, Жаткович в 1921 році пішов зі свого поста і повернувся до Америки. Після нього на чолі території були:
- Петро Еренфельд (1921—1923),
- Антон Бескид (1923—1933),
- Антонін Розсипал (1933—1935),
- Костянтин Грабар (1935—1938).

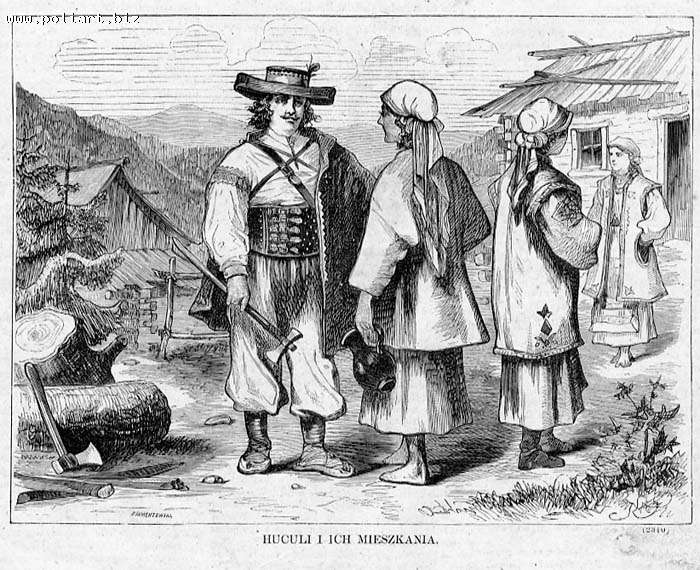
Гуцули

Спочатку територія була розділена на три жупи — Ужгородську, Мукачівську та Мармароську, а в 1927 році на 12 округ з окружними центрами Берегове, Великий Березний, Волове, Іршава, Мукачеве, Перечин, Рахів, Свалява, Севлюш, Тячево, Ужгород, Хуст.
У 1953 році округи були перейменовані на райони, і поділ 1927 року в основних рисах зберігався до липня 2020 року.

Райони Закарпаття до 2020 року

Окружні центри 9 з 12 округ Підкарпатської Русі: Великий Березний, Волове, Іршава, Перечин, Рахів, Свалява, Севлюш, Тячів, Хуст, а також Середнє (округа Ужгород) та Чинадієво (округа Мукачеве), немає Берегове

Політична ситуація в Карпатській Русі була складна. Українофіли на чолі з Августином Волошиним бажали автономії в рамках ЧСР, русофіли, представлені Автономно-землеробським союзом Андрія Бродія і Русинською національно-автономною партією С.Фенцика, яка орієнтувалася на італійських фашистів, підтримували автономію в складі ЧСР чи Угорщини, Об'єднана Угорська партія (близько 10 % голосів) вимагала повернення до складу Угорщини, комуністи (до 25 % голосів) хотіли приєднання до радянської України. Так, на виборах 1935 року 63 % голосів отримали прихильники повної автономії, приєднання до Угорщини або України і лише 25 % прихильники Чехословаччини. Проти автономії виступали всі чеські партії Карпатської Русі.
На початку жовтня 1938 (після Мюнхенської угоди) було проголошено автономію краю під новою офіційною назвою Карпатська Україна.

### Втрата Закарпаття Чехословаччиною
18 березня 1939  Закарпаття окупували угорські війська, Карпатську Україну було ліквідовано, територію анексувала Угорщина.
У 1944 році Закарпаття зайняли радянські війська, які за допомогою місцевих комуністів утворили маріонеткову Закарпатську Україну. 29 червня 1945 в Москві було підписано угоду про входження колишньої Підкарпатської Русі до складу УРСР (угода 186/1946 Sb. Чехословацького законника). Угода була остаточно ратифікована чехословацьким парламентом 22 листопада 1945 року. Крім того, Чехословаччина погодилася передати СРСР близько 250 км² території в околицях Чопа — Селменці (Батфа, Галоч, Малі Селменці, Паладь-Комарівці, Палло, Ратівці, Соломоново, Сюрте, Тисаашвань, Тийглаш, Чоп), які були не частиною Підкарпатської Русі, а частиною словацького Земпліну (Велькокапушанського і Кралевохлмецького районів).
Після розпаду СРСР (1991 - тепер)
У 1991 році на референдумі 78% населення вимагали автономії, яка досі не надана.

## Культура

### ЗМІ
У регіоні в період 1921-1938 році видавалася понад сотня періодичних видань, причому більшість газет та журналів виходили російською або українською мовами. Зокрема в 1932 році виходили 118 газет: 70 з них російською або українською, 31 угорською, 10 чеською, 2 на івриті, а 5 газет були багатомовними. У довоєнний період користувалися популярністю твори таких письменників, як Антоній Бобульський та ін.
Представники російської еміграції та москвофіли видавали низку журналів, серед яких ілюстрований журнал для юнацтва «Юный Другъ». Українські ліві кола видавали газету «Голос Життя» у 1929-1938 роках.
У школах Підкарпатської Русі відбувалася боротьба між москвофілами, які хотіли наблизити русинську мову та їхні діалекти до російської мови (з практичним їх поглиненням) і українофілами. Чеська влада підтримувала  в школах позицію українофілів, але 1937 р. шкільний референдум виграли москвофіли.